# Betsy Brandt
Betsy Brandt (Bay City, 14 maart 1973) is een Amerikaanse actrice. Ze is bekend geworden door haar rollen als Marie Schrader in Breaking Bad en als Annie Henry in The Michael J. Fox Show.

## Jeugdjaren en schooltijd
Brandt werd geboren in Bay City, Michigan. Haar vader, Gary Brandt, werkte als elektricien en haar moeder Janet was lerares. Ze studeerde af aan West High School (in Auburn, Michigan) in 1991.
Brandt ontving haar Bachelor of Fine Arts nadat ze in 1996 haar opleiding aan de Universiteit van Illinois in Urbana-Champaign had afgerond. Daarnaast studeerde ze theater aan de Harvard-universiteit (aan het Institute for Advanced Theater Training), evenals aan de Royal Scottish Academy of Music and Drama in Glasgow.

## Carrière
Na een periode van theaterrollen duurde het niet lang voordat Brandt de televisiewereld betrad. Ze had gastrollen in de televisieseries Without a Trace (terugkerende rol, Libby), Judging Amy, ER, Boston Legal, The Practice en NCIS. Haar meest kenmerkende rol is die van Marie Schrader in de televisieserie  Breaking Bad. Brandt auditeerde voor drie verschillende rollen voordat haar de rol van Marie werd aangeboden.
Na Breaking Bad speelde Brandt rollen in de dramaserie Parenthood en in The Michael J. Fox Show, die in september 2013 in première ging.

## Persoonlijk leven
Brandt is getrouwd met Grady Olsen, met wie zij twee kinderen heeft. Ze baarde haar tweede kind in 2008, tijdens de productie van het tweede seizoen van Breaking Bad. Brandt woont met haar man en kinderen in Los Angeles.

## Filmografie

### Film
| Jaar | Titel                               | Rol            | Opmerkingen |
| ---- | ----------------------------------- | -------------- | ----------- |
| 1998 | Confidence                          | Natasha        | Korte film  |
| 2001 | Memphis Bound and Gagged            | De directeur   |             |
| 2001 | The Red Boot Diaries                | Rachel         | Korte film  |
| 2004 | Shelf Life                          | Nikki Reynolds |             |
| 2005 | All Features Great and Small        | Jennifer       | Korte film  |
| 2011 | Jeremy Fink and the Meaning of Life | Madame Zaleski |             |
| 2012 | Magic Mike                          | Bankier        |             |
| 2013 | The Professor                       | The Professor  | Korte film  |
| 2022 | The Valet                           | Kathryn Royce  |             |

### Televisie
| Jaar      | Titel                      | Rol                     | Opmerkingen                         |
| --------- | -------------------------- | ----------------------- | ----------------------------------- |
| 2022      | Better Call Saul           | Marie Schrader          | Saul Gone (#6.13)                   |
| 2015-     | Life in Pieces             | Heather (Short) Hughes  | Hoofdrol                            |
| 2013-2014 | The Michael J. Fox Show    | Annie Henry             | Hoofdrol                            |
| 2013      | Marie                      | Haarzelf                | Tia & Tamera Mowry (#1.137)         |
| 2013      | The Nerdist                | Haarzelf                | Episode #1.3                        |
| 2013      | Body of Proof              | Susan Hart              | Eye for an Eye (#3.5)               |
| 2012      | Parenthood                 | Sandy                   | Trouble in Candyland (#4.10)        |
| 2012      | The John Kerwin Show       | Haarzelf                | Betsy Brandt (#2.104)               |
| 2012      | Fairly Legal               | Natalie Roberts         | Shattered (#2.10)                   |
| 2012      | Hollywood Uncensored       | Haarzelf                | 3 afleveringen                      |
| 2011-2012 | Private Practice           | Joanna Gibbs            | 2 afleveringen                      |
| 2011      | No Ordinary Family         | Dr. Lena Hopkins        | No Ordinary Double Standard (#1.14) |
| 2010      | The Whole Truth            | Sister Theresa Bendicta | Thicker Than Water (#1.2)           |
| 2010      | Miami Medical              | Dana                    | Medicine Man (#1.13)                |
| 2010-2012 | The Soup                   | Haarzelf                | 3 afleveringen                      |
| 2008-2013 | Breaking Bad               | Marie Schrader          | Hoofdrol; 51 afleveringen           |
| 2007      | Boston Legal               | Gwen Richards           | Hope and Gory (#4.5)                |
| 2007      | Side Order of Life         | Sara Rose               | Aliens (#1.11)                      |
| 2006      | CSI                        | Dawn Hanson             | Burn Out (#7.6)                     |
| 2006      | Close to Home              | Karen Randall           | Reasonable Doubts (#1.15)           |
| 2005      | Medical Investigation      | Karen Banks             | Ice Station (#1.14)                 |
| 2004      | Back When We Were Grownups | Nono                    | Televisiefilm                       |
| 2004      | NCIS                       | P.O. Barbara Swain      | The Good Wives Club (#2.2)          |
| 2004      | The Practice               | Lynda Hobbs             | Adjourned (a.k.a. Cheers) (#8.22)   |
| 2003      | ER                         | Franny Myers            | Death and Taxes (#10.7)             |
| 2003      | Without a Trace            | Libby Coulter           | 2 afleveringen                      |
| 2003      | The Guardian               | Sofia Trokey            | The Intersection (#2.17)            |
| 2002      | JAG                        | Leslie Rosenbaum        | The Promised Land (#8.2)            |
| 2001      | Judging Amy                | Elizabeth Granson       | Imbroglio (#3.7)                    |